# Подушечка
«Подушечка» («Без меня милой женился», бел. «Подушачка») — один из самых распространённых белорусских танцев, хороводная «целовальная» игра.  Танец зафиксирован почти на всей территории Белоруссии. Аналогичный танец имеется у русских и литовцев. Музыкальный размер 4/4, темп медленный. Исполняется под одноимённую песню.
У белорусов «Подушечку» танцуют на игрищах во время Зимних святок и на свадьбах. У русских эта хороводная игра исполняется весной, на вечёрках, в том числе на Святках, и на свадьбах.
Игра относится к типу «перебор», когда один участник в случайном порядке выводится в центр внимания.

## Описание
У белорусов хоровод исполняется под частушки с типичным зачином:

Падушачка, падушачка,

Да й ты пухавая!

Маладушка, маладушка,

Да й ты маладая!

Каго люблю, каго люблю,

Таго пацалую,

Пуховую падушачку

Таму падарую!
Танец имеет множество вариантов. Хороводную песню поют хором, а участники-солисты, находящие в середине круга лишь иллюстрируют её движениями.
В некоторых местностях девушка, которая танцует в круге, держит в руках маленькую подушечку-ясичек (бел. ясічак). Когда хор поёт: «кого люблю, кого люблю, того поцелую», девушка подходит к парню, который ей понравился, кланяется и отдаёт ему «ясичек», потом они целуются в щёки и парень становится в круг на место девушки. Иногда вместо подушечки используется платок. Известен вариант, когда «ясичек» или платок клали на пол, солисты становились на них на колени и целовались.
Как хороводный танец «Подушечка» зафиксирован в деревне Копоровка Гомельской области. Участники идут по кругу, сопровождая каждый шаг хлопком в ладони. Иногда после слов «пуховую подушечку тому подарю» девушки целуются с парнем, стоящим рядом в хороводе. В варианте, записанном в деревне Озёрная Хотимского района Могилёвской области после сольного танца тот, кто стоял в центре круга, с припевом кружился по очереди со всеми участниками хоровода, соединяясь согнутыми в локтях руками («под локоток»).
«Подушечка» в описании М. В. Довнар-Запольского имеет более сложную хореографическую конструкцию: медленные, плавные движения исполнителей иногда сменяются темпераментными. Составляющие круг девушки поют песню и плавно танцуют то раскачиваясь верхней частью туловища, то прихлопывают на месте, двигаясь по кругу. По окончании песни стоящая в кругу берёт одну из девушек, остальные становятся также в пары и начинают танцевать «Круцёлку». Потом девушка, танцевавшая с запевалой, остаётся в кругу и всё повторяется снова.
В Казанской губернии в «Подушечку» играли на Святочных посиделках со словами:
Подушечка, подушечка,

Ты же пуховая. (2 раза)

Девонюшка, девонюшка,

Ты же молодая! (2 раза)

Кому вечер, кому вечер,

А мне вечеринка. (2 раза)

Кому дети, кому дети,

А мне ихъ учити. (2 раза)

На коленочки поставлю,

Целовать заставлю. (2 раза)

Кого люблю, кого люблю,

Того поцелую, (2 раза)

Пуховою подушечкой

Того подарую. (2 раза)
Под песню девушка носила в руках платок, заменяющий подушечку. Со словами песни: «кого люблю…» девушка подходила к одному из парней, расстилала перед ним платок и становилась на него коленями; парень также становится на колени и и девушка его целовала.
В Саратовской губернии эту вечёрочную игру назвали по первой строчки исполняемой песни — «Без меня милой женился»:
Без меня милой женился: я на мельнице была.

Приезжаю домой, поздравляют с женой.

Подушечка, подушечка мягка, пуховая.

Я барышня, я барышня, собой молодая.

Хожу, хожу по горенке я не нахожуся.

Смотрю, смотрю на молодцев, а я не насмотрюся.

Кому вечер, кому вечер, а мне вечерянки,

Кому свет, кому свет, а мне кавалеры.

Кого люблю, кого люблю, того поцелую,

Пуховую подушечку ему подарю.
Во время песни девушка ходит по избе, размахивает платком и приплясывает. По окончании подходит к одному из парней и расстилает перед ним платок; оба становятся на нем на колени и, взяв друг друга за уши, целуются.
Перед началом игры на вечёрке пели поцелуйные припевки, например:

Чем нам песенку начать,

Чем её окончить?

Разговорами начнём,

Поцелуем кончим!